# Линден, Стуре
Сту́ре Йёста Линде́н (швед. Sture Gösta Lindén; род. 27 августа 1942) — шведский кёрлингист.
В составе мужской сборной Швеции бронзовый призёр чемпионата мира 1970. Чемпион Швеции среди мужчин.
Играл на позиции второго.

## Достижения
- Чемпионат мира по кёрлингу среди мужчин: бронза (1970).
- Чемпионат Швеции по кёрлингу среди мужчин: золото (1970).

## Команды
| Сезон   | Четвёртый   | Третий         | Второй       | Первый     | Турниры            |
| ------- | ----------- | -------------- | ------------ | ---------- | ------------------ |
| 1969—70 | Клас Челлен | Кристер Челлен | Стуре Линден | Том Шеффер | ЧШМ 1970 · ЧМ 1970 |

(скипы выделены полужирным шрифтом)